# A New Leaf
A New Leaf (hangul: 개과천선; rr: Gaegwacheonseon) é uma série de televisão sul-coreana de 2014 estrelada por Kim Myung-min, Park Min-young, Kim Sang-joong e Chae Jung-an. Foi ao ar na MBC de 30 de abril a 26 de junho de 2014, às quartas e quintas-feiras às 21h55, totalizando 16 episódios.

## Sinopse
Kim Seok-joo é um advogado corporativo de sucesso; ele é frio, bem-sucedido e sem coração em seu trabalho. Mas depois de sofrer um acidente, Seok-joo é diagnosticado com amnésia. Sua perda de memória o motiva a descobrir quem ele realmente é e a virar uma nova página em sua vida. Enquanto tenta lembrar que ele foi, o homem, que no passado não se importava em jogar sujo para ganhar, tem outra chance de olhar a vida, as pessoas e a sociedade sob um olhar novo e diferente. Mas sua mudança de personalidade não agrada o seu escritório de advocacia, e Seok-joo se vê enfrentando seus colegas enquanto trava uma batalha justa contra os males sociais.

## Elenco

### Principal
- Kim Myung-min como Kim Seok-joo

Um advogado durão e insensível que se orgulha de ter uma taxa de vitória de 100% devido à sua disposição de usar qualquer método, justo ou sujo, para vencer seus casos. Mas depois de sofrer um acidente e perder a memória, Seok-joo passa por uma mudança de personalidade e precisa reconstruir sua vida, virando uma nova página no processo.
- Park Min-young como Lee Ji-yoon

Ela vem de uma família pobre e trabalhou duro para se formar em uma faculdade de direito de terceira categoria, mas conseguiu um estágio em um prestigiado escritório de advocacia depois de se formar. Ji-yoon é indelicada, honesta até demais, idealista e inabalável quando se trata de sua crença na justiça e na lei. Ela sabe que isso não faz dela a melhor candidata para ser uma advogada famosa, mas continua otimista e firme em suas convicções. No início, ela tem um relacionamento contencioso com Seok-joo, mas após o acidente dele, eles começam a se dar bem e a trabalhar juntos como uma equipe.
- Kim Sang-joong como Cha Young-woo

O chefe do escritório de advocacia. Young-woo é ambicioso, perspicaz e profissional, também habilmente usa (e distorce) a lei para conseguir a vitória. Como mentor e figura paterna, ele transformou Seok-joo em seu protegido perfeito. Young-woo tenta ajudar Seok-joo após o acidente, mas acha difícil lidar com a mudança drástica de personalidade deste, e os dois se tornam adversários.
- Chae Jung-an como Yoo Jung-seon

Neta de um chaebol e noiva de Seok-joo. Jung-seon e Seok-joo ficaram noivos depois de um casamento arranjado. Então, quando Seok-joo acorda com amnésia e acredita que seu relacionamento é baseado no amor, Jung-seon se vê agradavelmente surpresa e gradualmente aprende o verdadeiro significado do amor.
- Jin Yi-han como Jeon Ji-won

Ji-won é um ex-juiz e, quando se junta ao escritório de advocacia, o jovem novato ameaça o lugar de Seok-joo como o advogado favorito.

### De apoio
- Oh Jung-se como Park Sang-tae

Melhor amigo e colega de Seok-joo no escritório de advocacia. Ele se divorciou duas vezes e constantemente faz audições em busca do seu verdadeiro sonho de se tornar um idol. Ele começa a desconfiar da mudança de comportamento de Seok-joo após o acidente.
- Choi Il-hwa como Kim Shin-il

Ex-juiz e advogado de direitos humanos, ele é pai de Seok-joo. Devido a princípios diferentes, eles têm um relacionamento distante. Ele esconde de sua família seu diagnóstico recente de Alzheimer.
- Lee Han-wi como líder de equipe Kang

Colega de Seok-joo no escritório de advocacia, que é ciumento e hostil a ele.
- Ahn Sun-young como Lee Ae-sook

Tia de Ji-yoon, que administra um restaurante.
- Lee Min-hyuk como Lee Ji-hyeok

O irmão mais novo de Ji-yoon, que é um aspirante a idol.
- Jung Han-yong como Kwon Jae-yoon

O presidente do Grupo Yoorim. Ele pressiona sua neta Jung-seon a se casar com Seok-joo, para tirar proveito de sua experiência jurídica em questões corporativas. Sua empresa está atualmente à beira da falência.
- Kim Seo-hyung como Lee Sun-hee

A principal promotora  no caso de estupro de Jung Hye-ryeong.
- Kim Yoon-seo como Jung Hye-ryeong

Uma atriz que foi estuprada por Park Dong-hyun e se torna a principal suspeita do assassinato deste último.
- Lee Jeong-heon como Park Dong-hyun

Um empresário chaebol com propensão a abusar sexualmente de mulheres e depois pagar suas vítimas.
- Go In-beom como Park Ki-chul

Pai de Dong-hyun e CEO de sua empresa. Ele é cliente do escritório de Young-woo e fica furioso quando Seok-joo assume o caso de Hye-ryeong, pois acredita que ela matou seu filho.
- Kim Young-hoon como Lee Woo-young
- Park Jung-woo como Kim Hak-tae

Um ex-agente do NIS que é guarda-costas e intermediário de Dong-hyun.
- Ki Eun-se como Seo Young-ah

Uma recepcionista de bar em uma boate. Ela é uma das ex-namoradas de Dong-hyun, e ele pagou para que ela fizesse um aborto.
- Jung Kyu-soo como Park Ho-joon
- Jung Ho-bin como Kang Eun-chan

Um candidato a Ministro da Justiça que está sob sendo investigado por causa de um escândalo fiscal.
- Lee Byung-joon como Jin Jin-ho
- Lee Joo-yeon como Lee Mi-ri

Amiga de Ji-yoon, em cujo casamento Seok-joo e Ji-yoon se conheceram. Mi-ri já teve um caso com o marido de uma das clientes de Seok-joo.
- Kim Seo-kyung como associada de escritório de advocacia
- Kim Jung-wook como associado de escritório de advocacia
- Kim Ho-chang como associado de escritório de advocacia
- Lee Moon-jung como associado de escritório de advocacia
- Choi Jung-hwa como funcionário de escritório de advocacia
- Kang Ji-woo como estagiário
- Jung Woo-shik como estagiário
- Jeon Sol-rim como estagiário
- Song Won-geun como Lee Dong-min (participação especial)

O namorado de Jung Hye-ryeong, que testemunha em seu nome no júri.
- Park Young-ji
- Jung Dong-gyu
- Na Kwang-hoon

## Audiência
| Episódio # | Data de transmissão original | Parcela média de audiência | Parcela média de audiência | Parcela média de audiência | Parcela média de audiência |
| Episódio # | Data de transmissão original | TNmS Ratings               | TNmS Ratings               | AGB Nielsen                | AGB Nielsen                |
| Episódio # | Data de transmissão original | Nacional                   | Seul                       | Nacional                   | Seul                       |
| ---------- | ---------------------------- | -------------------------- | -------------------------- | -------------------------- | -------------------------- |
| 1          | 30 de abril de 2014          | 6.3%                       | 8.3%                       | 6.9%                       | 7.3%                       |
| 2          | 1 de maio de 2014            | 6.3%                       | 9.1%                       | 7.1%                       | 7.6%                       |
| 3          | 7 de maio de 2014            | 7.6%                       | 9.8%                       | 9.3%                       | 10.3%                      |
| 4          | 8 de maio de 2014            | 7.5%                       | 9.8%                       | 8.9%                       | 10.4%                      |
| 5          | 14 de maio de 2014           | 8.5%                       | 11.0%                      | 8.2%                       | 9.7%                       |
| 6          | 15 de maio de 2014           | 7.0%                       | 8.9%                       | 8.1%                       | 8.6%                       |
| 7          | 21 de maio de 2014           | 8.4%                       | 11.0%                      | 9.4%                       | 10.6%                      |
| 8          | 22 de maio de 2014           | 8.2%                       | 10.7%                      | 10.2%                      | 11.4%                      |
| 9          | 29 de maio de 2014           | 7.8%                       | 10.4%                      | 8.0%                       | 8.6%                       |
| 10         | 5 de junho de 2014           | 7.6%                       | 9.1%                       | 7.9%                       | 8.9%                       |
| 11         | 11 de junho de 2014          | 9.3%                       | 11.9%                      | 9.7%                       | 10.9%                      |
| 12         | 12 de junho de 2014          | 8.6%                       | 11.0%                      | 8.7%                       | 9.4%                       |
| 13         | 18 de junho de 2014          | 8.0%                       | 10.6%                      | 8.1%                       | 8.6%                       |
| 14         | 19 de junho de 2014          | 7.0%                       | 9.3%                       | 7.9%                       | 7.6%                       |
| 15         | 25 de junho de 2014          | 8.0%                       | 10.8%                      | 9.0%                       | 10.3%                      |
| 16         | 26 de junho de 2014          | 7.8%                       | 9.5%                       | 8.1%                       | 8.8%                       |
| Média      | Média                        | 7.7%                       | 10.1%                      | 8.5%                       | 9.3%                       |

## Prêmios e indicações
| Ano  | Prêmio               | Categoria                                     | Destinatário                                                                                                  | Resultado |  |
| ---- | -------------------- | --------------------------------------------- | --- | --------- |  |
| 2014 | 33º MBC Drama Awards | Prêmio de Alta Excelência, Ator em Minissérie | style="text-align:center;background: #ffdddd;vertical-align: middle;" class="table-no2"\| Indicado            | [ 12 ]    |  |
| 2014 | 33º MBC Drama Awards | Prêmio de Excelência, Ator em Minissérie      | style="text-align:center;background: #ddffdd;vertical-align: middle; {{{style}}}" class="table-yes2"\| Venceu | [ 12 ]    |  |
| 2014 | 33º MBC Drama Awards | Prêmio de Excelência, Atriz em Minissérie     | style="text-align:center;background: #ffdddd;vertical-align: middle;" class="table-no2"\| Indicado            | [ 12 ]    |  |

## Transmissão internacional
Foi ao ar no Japão no canal a cabo KNTV a partir de 18 de outubro de 2014.